# Ignacio Zaragoza, Tamaulipas
Ignacio Zaragoza är en ort i Mexiko.   Den ligger i kommunen Llera och delstaten Tamaulipas, i den centrala delen av landet, 400 km norr om huvudstaden Mexico City. Ignacio Zaragoza ligger 170 meter över havet och antalet invånare är 865.
Terrängen runt Ignacio Zaragoza är huvudsakligen platt, men västerut är den kuperad. Runt Ignacio Zaragoza är det mycket glesbefolkat, med 7 invånare per kvadratkilometer. Ignacio Zaragoza är det största samhället i trakten. Trakten runt Ignacio Zaragoza består till största delen av jordbruksmark.